# Margarida da Baviera (Abadessa)
Margarida da Baviera (em alemão:  Margarete von Bayern), também conhecida como Margarida da Baviera-Landshut (Burghausen, 1480 – Neuburgo, 1531) foi uma princesa da Casa de Wittelsbach que se tornou abadessa do convento beneditino de Neuburgo.

## Biografia
Margarida era a segunda filha nascida do casamento do duque Jorge da Baviera-Landshut e da sua mulher, Edviges Jagelão. Seus pais fizeram alguns planos para o seu casamento, nomeadamente uma aliança com Guilherme III, o Jovem (1471-1500), Landegrave de Hesse-Margurgo (Alto Hesse), aliança nunca concretizada.
Em vez disso, Margarida seguiu uma vida monástica, sendo-lhe permitido viver em sua própria casa, mantida com uma herança de 16.000 florins entretanto recebida. O remanescente da herança de seus pais viria a ser herdada pela irmã mais velha, Isabel da Baviera-Landshut, e pelo cunhado Ruperto do Palatinado.
Após a Guerra da Sucessão de Landshut, em que os partidários de sua irmã saíram derrotados, Margarida fugiu para Wasserburg e, quando esta cidade foi também conquistada em 1508, passou para o convento beneditino de Neuburgo, capital do novo estado criado para os seus sobrinhos, Otão Henrique e Filipe, com quem mantinha uma relação próxima.
Quando a superior do convento Neuburgo, a abadessa Anna Gurrin renunciou,  Margarida foi eleita abadessa em 2 de maio de 1509, dada a intervenção de seu primo, o bispo de Frisinga, Filipe do Palatinado.
Morreu em 1531 e foi o último membro da linha da Bavaria-Landshut da Casa de Wittelsbach, sendo sepultada na igreja do mosteiro.

## Ligações Externas
- Genealogia dos Wittelbach (euweb.cz)